# Wofo, Sichuan
Wofo (kinesiska: 卧佛镇), tidigare Bamiao (kinesiska: 八庙) är en köping i Kina. Den ligger i provinsen Sichuan, i den sydvästra delen av landet, omkring 130 kilometer öster om provinshuvudstaden Chengdu.